# Андовер (селище, Нью-Йорк)
Андовер (англ. Andover) — селище (англ. village) в США, в окрузі Аллегені штату Нью-Йорк. Населення — 890 осіб (2020).

## Географія
Андовер розташований за координатами 42°9′25″ пн. ш. 77°47′46″ зх. д. / 42.15694° пн. ш. 77.79611° зх. д. (42.156996, -77.796098).  За даними Бюро перепису населення США в 2010 році селище мало площу 2,63 км², з яких 2,59 км² — суходіл та 0,04 км² — водойми.

## Демографія
Згідно з переписом 2010 року, у селищі мешкали 1042 особи в 405 домогосподарствах у складі 276 родин. Густота населення становила 396 осіб/км².  Було 461 помешкання (175/км²).
Расовий склад населення:
| - 97,7 % — білих - 0,3 % — чорних або афроамериканців - 0,1 % — корінних американців - 0,1 % — азіатів |

До двох чи більше рас належало 1,2 %. Частка іспаномовних становила 1,3 % від усіх жителів.
За віковим діапазоном населення розподілялося таким чином: 28,4 % — особи молодші 18 років, 56,8 % — особи у віці 18—64 років, 14,8 % — особи у віці 65 років та старші. Медіана віку мешканця становила 38,1 року. На 100 осіб жіночої статі у селищі припадало 91,2 чоловіків;  на 100 жінок у віці від 18 років та старших — 90,3 чоловіків також старших 18 років.
Середній дохід на одне домашнє господарство  становив 52 256 доларів США (медіана — 48 438), а середній дохід на одну сім'ю — 59 659 доларів (медіана — 57 841). За межею бідності перебувало 9,5 % осіб, у тому числі 8,5 % дітей у віці до 18 років та 6,6 % осіб у віці 65 років та старших.
Цивільне працевлаштоване населення становило 383 особи. Основні галузі зайнятості: освіта, охорона здоров'я та соціальна допомога — 39,2 %, виробництво — 14,6 %, будівництво — 8,4 %, мистецтво, розваги та відпочинок — 8,1 %.